# طواف دوبونت
طواف دوبونت كان سباق دراجات متعدد المراحل في الولايات المتحدة يُقام سنويًا بين عامي 1989 و1996، وكان يُعرف في أول سنتين باسم تور دي ترامب. كان الهدف منه أن يصبح حدثًا لسباق الدراجات في أمريكا الشمالية مشابهًا في الشكل والمكانة لطواف فرنسا. جاءت أسماء السباق من رعاة الحدث، أولاً رجل الأعمال (والرئيس الأمريكي المستقبلي) دونالد ترامب ثم لاحقًا شركة دوبونت.
أُقيم السباق في إقليم الأطلسي الأوسط، بما في ذلك المناطق القريبة من مقر دوبونت في ويلمنجتون، ديلاوير. انسحبت دوبونت من رعاية السباق بعد نسخة 1996، ولم يُعقد الحدث منذ ذلك الحين. خلال تاريخ السباق الذي امتد لثماني سنوات كـ"تور دي ترامب" و"طواف دوبونت"، فاز به الدراج المكسيكي راؤول ألكالا مرتين والدراج الأمريكي لانس أرمسترونغ مرتين. تم الاستشهاد بالسباق كدليل على قدرة ريتشموند، فيرجينيا على استضافة سباقات الدراجات الدولية عندما نجحت المدينة في التقدم لاستضافة بطولة العالم لسباق الدراجات على الطريق 2015.

## تور دي ترامب
كان السباق في الأصل برعاية دونالد ترامب وعُرف باسم "تور دي ترامب" في عامي 1989 و1990. جاءت فكرة السباق من مراسل سي بي إس سبورت جون تيش، الذي غطى طواف فرنسا 1987 واقترح عند عودته إقامة سباق في الولايات المتحدة لتعليق كرة السلة ورجل الأعمال بيلي باكر. كان باكر يخطط في الأصل لتسمية السباق "تور دي جيرسي". قام بالتواصل مع ممثلي الكازينوهات في أتلانتيك سيتي للحصول على الرعاية، وعرض ترامب أن يكون الراعي الرئيسي للسباق وشريك باكر في المشروع. كان باكر هو من اقترح اسم "تور دي ترامب". تحدث ترامب نفسه عند بداية أول "تور دي ترامب" في مايو 1989 قائلاً: "عندما تم ذكر الاسم، كدت أن أسقط من مقعدي. قلت: 'هل تمزحون؟ سأتعرض للهجوم في الإعلام إذا استخدمت هذا الاسم. يجب أن تكونوا تمزحون'". ومع ذلك، يُقال إن ترامب غير رأيه في غضون 20 ثانية، واقتنع بالقيمة التجارية للاسم.
أرسل محامو ترامب بعد ذلك رسالة "وقف وامتنع" إلى منظمي سباق دراجات أقيم في أسبن، كولورادو يُسمى "تور دي رامب". نصت الرسالة: "أنت تستخدم الاسم والعلامة التجارية 'تور دي رامب' في ارتباط بحدث 'افتتاحي' لسباق الدراجات. استخدامك لهذا الاسم والعلامة التجارية من المحتمل أن يسبب التباسًا ويشكل انتهاكًا للعلامة التجارية والمنافسة غير العادلة والتصنيف الخاطئ للأصل، وكل ذلك ينتهك القوانين الفيدرالية والولائية المعمول بها". رد محامي المنظم رون كراجيان بالقول إن سباقه كان حدثًا محليًا وغير تجاري، وأنه سبق "تور دي ترامب". لم يتم تلقي أي رد من محامي ترامب، واستمر "تور دي رامب".
بلغ إجمالي الجوائز المقدمة في الحدث الأول في عام 1989 250,000 دولار أمريكي، بما في ذلك 50,000 دولار للفائز بالتصنيف العام. جعل هذا، بالإضافة إلى مكانة السباق في التقويم الدولي بين طواف إيطاليا وطواف فرنسا، السباق جذابًا للفرق والدراجين البارزين، لكن الحدث لم يجذب حشودًا كبيرة. صرح ترامب في مقابلة مع إن بي سي قبل بداية سباق 1989 قائلاً: "أود أن أجعل هذا السباق مكافئًا لطواف فرنسا". ملأ السباق الفراغ الذي تركه انتهاء كورس إنترناشيونال بايسيكل كلاسيك، الذي كان السباق الرئيسي متعدد المراحل في أمريكا الشمالية لكنه توقف بعد نسخة 1988. يُقال إن بعض الفرق الأوروبية فوتت طواف إسبانيا للمشاركة في "تور دي ترامب".

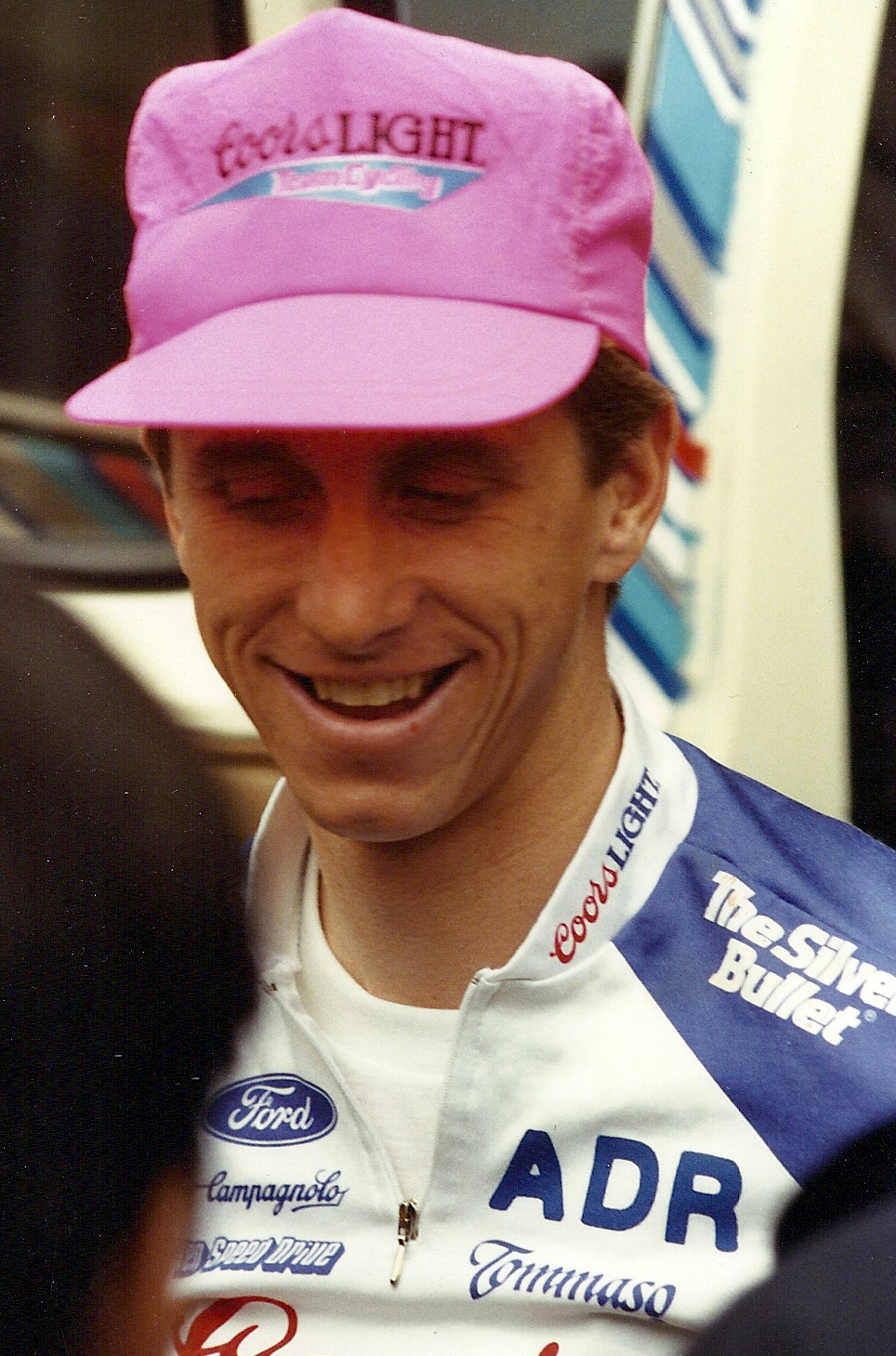
جريج ليموند في "تور دي ترامب" 1989

بدأ "تور دي ترامب" الافتتاحي في ألباني، نيويورك، وتكون من 10 مراحل، بإجمالي 837 ميل (1,347 كـم)، مرورًا بخمس ولايات شرقية. مرت مسار السباق جنوبًا من ألباني إلى ريتشموند، فيرجينيا، ثم عبر إلى أتلانتيك سيتي، حيث انتهى أمام كازينو ترامب. شارك حوالي 114 دراجًا من ثمانية فرق محترفة و11 فريقًا هاويًا. من بين الدراجين المشاركين جريج ليموند، وأندرو هامبستين، وتمثلت الفرق المشاركة في لوتو، باناسونيك، بي دي إم، والفريق الوطني السوفيتي.
واجه السباق احتجاجات ضد ترامب في مدينة نيو بالتز، نيويورك، حيث رفع المتظاهرون لافتات كتب عليها "حاربوا الترامبية"، "فن الصفقة = الأغنياء يصبحون أغنى" و"ترامب = سيد الذباب". فاز بالسباق في عام 1989 الدراج النرويجي داج أوتو لوريتزن من الفريق الأمريكي 7-إليفن، على الرغم من وجود بعض الجدل حول النتيجة حيث كان الدراج البلجيكي إريك فاندراردن، الذي فاز بأربع مراحل وكان من المتوقع أن يتصدر التصنيف العام في المرحلة الأخيرة من السباق الزمني في أتلانتيك سيتي، لكنه اتخذ منعطفًا خاطئًا بعد دراجة نارية سباق. فاز الدراج السوفيتي فياتشيسلاف إيكيموف، الذي شارك كهاوٍ، بالمرحلة الأولى من السباق (بعد سباق زمني افتتاحي). ذكرت مقالات نشرت في العام التالي أن إيكيموف "كان لديه الجرأة ليفوز بمرحلة كهاوٍ... وقام بعض المحترفين بمكافأته بدفع كيس تغذية في عجلته"، وأنه "هدد بالفوز بـ"تور دي ترامب" العام الماضي كهاوٍ قبل أن يتحد المحترفون للقضاء على أي فرصة لديه للفوز". ومع ذلك، وصفت النسخة الأولى من السباق في سبورتس إليسترايتد بأنها "نجاح باهر"، حيث أشارت المجلة: "إذا استطعت تجاوز الاسم، 'تور دي ترامب'، دون أن تفقد شهيتك، وإذا استطعت فصل الحدث الرياضي عن الأمتعة الزائدة التي جاءت معه... فما كان لديك هو سباق دراجات لطيف".
بعد الحدث الأول، أراد باكر توسيع السباق ليشمل المزيد من الولايات. بدأ سباق 1990 في 4 مايو في ويلمنجتون في ديلاوير، وهي ولاية اعتبرها ترامب مهمة لثلاثة من كازينوهاته في أتلانتيك سيتي، وزار أيضًا بالتيمور، بعد أن وافق ترامب على شرط مالك مضمار السباق المحلي جو دي فرانسيس برسو يخته يخت المملكة 5KR في ميناء بالتيمور خلال السباق. انتهى السباق في بوسطن في 13 مايو. من بين المشاركين في عام 1990 الفائز في 1989 داج أوتو لوريتزن، جريج ليموند، ستيف باور، الذي احتل المركز الثاني في سباق باريس روبيه ذلك العام، أندرو هامبستين، ديفيس فيني، إيكيموف في عامه الأول كمحترف، والدراج الألماني الشرقي أولاف لودفيغ. فاز بالسباق الدراج المكسيكي راؤول ألكالا من فريق بي دي إم–كونكورد.
بعد نسختين، انسحب ترامب من رعاية السباق بسبب المشاكل المالية لشركته. وفقًا لباكر، الذي استذكر الحدث في عام 2016، هو وترامب "انفصلا كصديقين عمل جيدين"، على الرغم من أنه أوضح أيضًا أن شخصية ترامب وشهرته، فضلاً عن الفضائح المحيطة بزواجه وأعماله التجارية، شتتت الانتباه عن الحدث وأزعجت الدراجين الأوروبيين في السباق.

## عصر رعاية دوبونت
بعد انسحاب ترامب من رعاية الحدث، أصبحت دوبونت الراعي الرئيسي. بين عامي 1991 و1995، شاركت فرق وطنية هواة إلى جانب الفرق المحترفة. اجتذب الحدث منافسين معروفين، بما في ذلك لانس أرمسترونغ وجريج ليموند، وحضرته فرق سباق الدراجات المحترفة ذات الشهرة الأوروبية. في عام 1996، رفعت الاتحاد الدولي للدراجات تصنيفه إلى سباق من الفئة 2.1، مما يعني أن الهواة لم يعودوا قادرين على المشاركة. جعل هذا السباق الأعلى تصنيفًا خارج أوروبا وأول سباق مراحل في أمريكا الشمالية يحصل على تصنيف 2.1. كانت نسخة 1996 من السباق موضوعًا للعديد من القضايا القانونية، بما في ذلك نزاع حول حقوق الأرباح بين مالكي السباق، بيلي باكر ورئيس اتحاد سباق الدراجات الأمريكي مايك بلانت، مما أدى إلى مقاضاة بعضهما البعض. كانت دوبونت نفسها طرفًا في نزاع حول سياسات التوظيف المعادية للمثليين التي تتبعها الحكومة المحلية في غرينفيل، ساوث كارولينا، حيث أصرت الشركة على أن يستبعد المنظمون المدينة من مسار السباق. بعد عام 1996، تخلت دوبونت عن رعايتها للسباق ولم يُعقد منذ ذلك الحين.
خلال ست سنوات من عهدها كـ"طواف دوبونت"، فاز بالسباق الدراج الهولندي إريك برويكينك، جريج ليموند، راؤول ألكالا، الروسي فياتشيسلاف إيكيموف، ومرتين لانس أرمسترونغ. خلال هذه الفترة، أصبح سباق الزمن الافتتاحي الذي يُعقد في ويلمنجتون، ديلاوير، بداية تقليدية للسباق. بين عامي 1992 و1994، تضمن السباق مرحلة من بورت ديبوزيت إلى هاجرستاون في ماريلاند، ولكن في عام 1995، تم تضمين ساوث كارولينا في المسار لأول مرة بدلاً منها. زارت كل نسخة من "طواف دوبونت" ريتشموند، فيرجينيا.
فاز برويكينك في عام 1991 بعد أن تغلب على عجز قدره 50 ثانية قبل المرحلة الأخيرة، وهي سباق زمني فردي لمسافة 16.1-ميل (25.9 كـم)، على الرغم من تعرضه لانثقاب إطار بعد 15 دقيقة من بداية المرحلة، ليفوز بفارق 12 ثانية عن النرويجي أتلي كفالسفول. في عام 1992، فاز الأمريكي جريج ليموند بالتصنيف العام. كان هذا آخر فوز كبير في مسيرته، على الرغم من أنه شارك في السباق مرة أخرى في عام 1994. كان فوز ألكالا في السباق عام 1993 هو فوزه الثاني، بعد أن فاز بـ"تور دي ترامب" في عام 1990. في عام 1993، تغلب على لانس أرمسترونغ، الذي كان يرتدي قميص القيادة قبل المرحلة الأخيرة. كانت أول مشاركة لأرمسترونغ في السباق في عام 1991، عندما أنهى في منتصف التصنيف العام. وفقًا للغارديان في عام 2008، كان أداؤه في "طواف دوبونت" 1991 "بداية ظهور وافد واعد إلى الرياضة". في عام 1994، عاد ألكالا وأرمسترونغ إلى السباق كزميلين في الفريق، حيث كان كلاهما يلعب لصالح موتورولا. أقيم السباق على 11 مرحلة، covering 1,050 ميل (1,690 كـم). في ذلك العام، فاز إيكيموف باللقب العام، بينما احتل أرمسترونغ المركز الثاني مرة أخرى. أخيرًا، فاز أرمسترونغ بالتصنيف العام لـ"طواف دوبونت" في عام 1995، عندما أقيم السباق على مسافة 1,130 ميل (1,820 كـم)، على الرغم من خسارته لأكثر من دقيقتين أمام إيكيموف في سباق الزمن في المرحلة الأخيرة. النسخة الأخيرة من السباق، التي أقيمت في عام 1996، فاز بها أيضًا أرمسترونغ، ليصبح أول وآخر دراج يفوز بنسختين متتاليتين من الحدث. جاء الدراج الفرنسي باسكال هيرفي، من فريق فستينا، في المركز الثاني. بلغ إجمالي الجوائز المقدمة في سباق 1996 أكثر من 260,000 دولار أمريكي.
في يوليو 1996، أعلنت دوبونت إنهاء رعايتها للسباق. وفقًا لمدير العلامة التجارية للشركة: "على مدى السنوات الست الماضية، كان 'طواف دوبونت' وسيلة ممتازة للترويج لمنتجاتنا. ومع ذلك، نحتاج إلى التركيز أكثر على الأسواق الاستراتيجية في أجزاء أخرى من العالم، حيث يمكن لبرنامج سنوي مستدام مقابل حدث مدته أسبوعين أن يعزز بشكل أفضل قيمة علامة دوبونت التجارية من أجل نمو مربح". أوضح منظم السباق مايك بلانت أن "تحدثت معهم قبل بضعة أشهر، وكان عليهم اتخاذ قرار صعب. ليس لديهم مئات الملايين من الدولارات لوضعها في الإعلانات العالمية. لقد استثمروا الكثير من الأموال في هذا الحدث وبنوا امتيازًا قيمًا، ولكن مثل موتورولا، تغير الشركات طريقة عملها". أشار بلانت إلى أن استطلاعات الرأي أظهرت أن الاعتراف العام بالحدث قد نما بشكل كبير، ولكن أيضًا أن الوعي بمن يرعى الحدث قد انخفض.
يلاحظ المؤرخ إريك ريد أن أحد مسؤولي التسويق في دوبونت وصف الرعاية الأولية بأنها "صفقة رابحة"، وأن الشركة ادعت أن قصاصات الصحف الأمريكية التي ولدها الحدث بلغ وزنها 29 رطل (13 كـغ). كما أفاد مسؤولو دوبونت أنهم قدروا التعرض الإعلامي العالمي بما يقارب 70 مليون دولار أمريكي. ونقل ريد عن مسؤول تسويق في دوبونت قوله: "في 40 عامًا من العمل في [العلاقات الإعلامية]، لم أشاهد أبدًا تغطية إعلامية مركزة ومستمرة وإيجابية مثل هذه". ومع ذلك، يجادل ريد بأنه على الرغم من هذا الحماس الأولي، "كانت نقاط الضعف المزمنة لـ'طواف دوبونت' تعيق نمو الحدث"، مشيرًا إلى وضعه كـ"هاوي-محترف"، مما منع الدراجين المحترفين من الفوز بنقاط التصنيف العالمي في الحدث. كما ذكر أنه على الرغم من وجود جمهور تلفزيوني عالمي يقدر بـ 200 مليون، "فإن حماس المشجعين الأمريكيين واهتمام المتفرجين على الطريق بالحدث لم يرتفع بشكل كبير".
جاء انسحاب دوبونت بعد أشهر من اعتقال جون دوبونت، وريث ثروة عائلة دوبونت، بتهمة قتل المصارع الأولمبي ديف شولتز. في وقت إعلان دوبونت عن إنهاء رعايتها، أبلغ مايك بلانت أن حدثًا لعام 1997 كان مقررًا بشكل مبدئي في الفترة من 1 إلى 11 مايو، وأنه كان في مناقشات مع عشر شركات حول رعاية العنوان المحتملة للسباق.

## الفائزون السابقون
| الاسم              | الدولة           | السنة |
| ------------------ | ---------------- | ----- |
| داغ أوتو لوريتزن   | النرويج          | 1989  |
| راؤول ألكالا       | المكسيك          | 1990  |
| إريك برويكينك      | هولندا           | 1991  |
| جريج ليموند        | الولايات المتحدة | 1992  |
| راؤول ألكالا       | المكسيك          | 1993  |
| فياتشيسلاف إيكيموف | روسيا            | 1994  |
| لانس أرمسترونغ     | الولايات المتحدة | 1995  |
| لانس أرمسترونغ     | الولايات المتحدة | 1996  |

## الإرث
نظم المنظمان باكر وبلانت سباقًا آخر في الصين، على الرغم من أنه كان قصير الأجل. قبل خلافهما، أشار باكر إلى أن "فكرته كانت أن يكون هناك تاج ثلاثي لسباق الدراجات–واحد في آسيا، وواحد في أمريكا، وأن يكون طواف فرنسا هو الجزء الثالث". عندما أُقيم طواف جورجيا لأول مرة في عام 2003، أشار تيم مالوني من Cyclingnews.com إليه على أنه "الابن الضال لـ'طواف دوبونت'". في عام 2015، أُقيمت بطولة العالم لسباق الطريق في ريتشموند، فيرجينيا، التي استضافت سابقًا مراحل من "تور دي ترامب" و"طواف دوبونت". في عام 1994، تضمن "طواف دوبونت" مرحلة انتهت بعدة لفات من دائرة تضمنت صعودًا مرصوفًا في حديقة ليب هيل. تم تضمين هذا التل في دائرة سباقات بطولة العالم لسباق الطريق لعام 2015. وفقًا لـ"USA Cycling"، كان مايك بلانت، منظم "تور دي ترامب" و"طواف دوبونت"، لاعبًا رئيسيًا في ترشيح ريتشموند لاستضافة بطولة العالم. كعضو في لجنة إدارة الاتحاد الدولي للدراجات (UCI)، عندما أُعلن عن فوز ريتشموند باستضافة حدث 2015، علق بلانت قائلاً: "ريتشموند أثبتت أنها قادرة على دعم سباق الدراجات العالمي عندما جلبنا 'تور دي ترامب' و'طواف دوبونت' إلى المدينة في أواخر الثمانينيات وأوائل التسعينيات".